# Cacia anancyloides
Cacia anancyloides là một loài bọ cánh cứng trong họ Cerambycidae.